# Chaînon Coso
Le chaînon Coso, en anglais Coso Range, est une chaîne de montagnes située dans l'est de la Californie, au sud du lac Owens (asséché), à l'est de la Sierra Nevada, et à l'ouest du chaînon Argus. La partie méridionale de la chaîne est comprise dans le terrain militaire de China Lake Naval Weapons Center. Les principaux sommets sont Coso Peak, Joshua Flat et Silver Peak. La région est très difficile d'accès, faute de route goudronnée : l'armée estime que moins de 7 % de la région a été explorée.

## Histoire
Le chaînon Coso est connu pour ses innombrables gravures rupestres et pétroglyphes. Ces dessins sur pierre représentent des figures anthropomorphiques, des mouflons, des figures géométriques et des courbes. Ils témoignent d'une occupation humaine ancienne. La région a été exploitée pour ses mines.